# Svendprisen
Svendprisen er en dansk film- og publikumspris, som uddeles årligt i forbindelse med film- og kulturugen i Svendborg i et samarbejde mellem Svendborg Kommune, Foreningen af Filmudlejere i Danmark, Producentforeningen og FilmFyn. Prisen blev stiftet i 2005, og uddeles blandt de mest sete biograffilm i Danmark i det forgange år og priserne uddeles udelukkende på baggrund af publikums stemmer, som den eneste filmpris af sin slags i Danmark.
Prisen uddeles i fire filmkategorier, tre skuespilskategorier og én tv-seriekategori som afgøres ved afstemning blandt biografpublikum. Derudover uddeles også særpriser som det ses passende fra år til år.
Svend-statuetten er designet og fremstillet af kunstner og glaspuster, Bente Sonne fra Svendborg.

## Priskategorier

### Priser
- Årets danske film
- Årets danske børnefilm
- Årets udenlandske film
- Årets udenlandske børnefilm
- Årets kvindelige skuespiller
- Årets mandlige skuespiller
- Årets danske tv-dramaserie (2016-)
- Årets danske skuespiller i en tv-dramaserie (2018-)

### Særpriser
- Årets håb (2019, 2021-2022)
- Juryens særpris (2019, 2022)
- Hædersprisen (2016-2019, 2021-2022)
- Biografklub Danmarks Asta-pris (2022)

### Tidligere priser
- Årets danske ensemblefilm (2015)
- Årets danske ungdomsfilm (2014)
- Årets udenlandske skuespiller i en dansk film (2014)

## Vindere

### 2014
| Kategori                                      | Vinder                                  |
| --------------------------------------------- | --------------------------------------- |
| Årets mest populære danske film               | Kvinden i buret af Mikkel Nørgaard      |
| Årets mest populære danske børnefilm          | Antboy af Ask Hasselbalch               |
| Årets danske ungdomsfilm                      | Lev stærkt af Christian E. Christiansen |
| Årets mest populære udenlandske film          | 12 Years a Slave af Steve McQueen       |
| Årets mest populære udenlandske børnefilm     | Frost                                   |
| Årets bedste kvindelige skuespiller           | Sonja Richter for Kvinden i buret       |
| Årets bedste mandlige skuespiller             | Nikolaj Lie Kaas for Kvinden i buret    |
| Årets udenlandske skuespiller i en dansk film | Fares Fares for Kvinden i buret         |

### 2015
| Kategori                                  | Vinde                                   |
| ----------------------------------------- | --------------------------------------- |
| Årets mest populære danske film           | Fasandræberne af Mikkel Nørgaard        |
| Årets danske ensemblefilm                 | Stille hjerte af Bille August           |
| Årets mest populære danske børnefilm      | Skammerens Datter af Kenneth Kainz      |
| Årets mest populære udenlandske film      | Hobbitten: Femhæreslaget                |
| Årets mest populære udenlandske børnefilm | Big Hero 6                              |
| Årets bedste kvindelige skuespiller       | Bodil Jørgensen for All Inclusive       |
| Årets bedste mandlige skuespiller         | Nikolaj Coster-Waldau for En chance til |
| Årets danske TV-dramaserie                | Rita                                    |

### 2016
| Kategori                            | Vinder                                 |
| ----------------------------------- | -------------------------------------- |
| Årets danske film                   | Flaskepost fra P af Hans Petter Moland |
| Årets danske børnefilm              | Antboy 3 af Ask Hasselbalch            |
| Årets udenlandske film              | The Revenant                           |
| Årets udenlandske børnefilm         | Inderst inde                           |
| Årets bedste kvindelige skuespiller | Trine Dyrholm for Kollektivet          |
| Årets bedste mandlige skuespiller   | Nikolaj Lie Kaas for Flaskepost fra P  |
| Årets danske TV-dramaserie          | Bedrag af Jeppe Gjervig Gram, DR       |
| Hædersprisen                        | Henning Carlsen                        |

### 2017
| Kategori                            | Vinder                                                          |
| ----------------------------------- | --------------------------------------------------------------- |
| Årets danske film                   | Underverden af Fenar Ahmad                                      |
| Årets danske børnefilm              | Iqbal & superchippen af Oliver Zahle                            |
| Årets udenlandske film              | Skønheden og Udyret                                             |
| Årets udenlandske børnefilm         | Ice Age: Den vildeste rejse                                     |
| Årets bedste kvindelige skuespiller | Trine Dyrholm for Du forsvinder                                 |
| Årets bedste mandlige skuespiller   | Nikolaj Lie Kaas for Du forsvinder                              |
| Årets danske TV-dramaserie          | Badehotellet (sæson 4 af Stig Thorsboe og Hanna Lundblad, TV 2) |
| Hædersprisen                        | Erik Clausen                                                    |

### 2018
| Kategori                                    | Vinder                                   |
| ------------------------------------------- | ---------------------------------------- |
| Årets danske film                           | Så længe jeg lever af Ole Bornedal       |
| Årets danske børnefilm                      | Hodja fra Pjort af Karsten Kiilerich     |
| Årets udenlandske film                      | Dunkirk                                  |
| Årets udenlandske børnefilm                 | Coco                                     |
| Årets bedste kvindelige skuespiller         | Bodil Jørgensen for Aldrig mere i morgen |
| Årets bedste mandlige skuespiller           | Rasmus Bjerg for Så længe jeg lever      |
| Årets danske TV-dramaserie                  | Badehotellet (sæson 5, TV 2)             |
| Årets danske skuespiller i en TV-dramaserie | Lars Mikkelsen for Herrens Veje, DR      |
| Hædersprisen                                | Ghita Nørby                              |

### 2019
| Kategori                                    | Vinder                                                       |
| ------------------------------------------- | ------------------------------------------------------------ |
| Årets danske film                           | Ternet Ninja af Thorbjørn Christoffersen og Anders Matthesen |
| Årets danske børnefilm                      | Skammerens datter 2: Slangens gave af Ask Hasselbalch        |
| Årets udenlandske film                      | A Star is Born                                               |
| Årets udenlandske børnefilm                 | De Utrolige 2                                                |
| Årets bedste kvindelige skuespiller         | Trine Dyrholm for Dronningen                                 |
| Årets bedste mandlige skuespiller           | Nikolaj Lie Kaas for Journal 64                              |
| Årets danske TV-dramaserie                  | Badehotellet (sæson 6, TV 2)                                 |
| Årets danske skuespiller i en TV-dramaserie | Dar Salim for Kriger, TV 2                                   |
| Juryens særpris                             | Anders Matthesen                                             |
| Årets håb                                   | Alba August                                                  |
| Hædersprisen                                | Bille August                                                 |

### 2020
| Kategori                                    | Vinder                                                                   |
| ------------------------------------------- | ------------------------------------------------------------------------ |
| Årets danske film                           | Ser du månen, Daniel af Niels Arden Oplev og Anders W. Berthelsen        |
| Årets danske børnefilm                      | Mugge & vejfesten af Anders Morgenthaler & Mikael Wulff                  |
| Årets udenlandske film                      | Joker                                                                    |
| Årets udenlandske børnefilm                 | Frost 2                                                                  |
| Årets bedste kvindelige skuespiller         | Bodil Jørgensen for De forbandede år                                     |
| Årets bedste mandlige skuespiller           | Esben Smed for Ser du månen, Daniel                                      |
| Årets danske TV-dramaserie                  | Tinka og Kongespillet af Flemming Klem, Ina Bruun, Stefan Jaworski, TV 2 |
| Årets danske skuespiller i en TV-dramaserie | Josephine Højbjerg for Tinka og Kongespillet                             |

### 2021
| Kategori                                    | Vinder                                            |
| ------------------------------------------- | ------------------------------------------------- |
| Årets danske film                           | Druk af Thomas Vinterberg                         |
| Årets danske børnefilm                      | Buster Oregon Mortensen af Martin Miehe-Renard    |
| Årets udenlandske film                      | Fast & Furious 9                                  |
| Årets udenlandske børnefilm                 | Lassie kommer hjem                                |
| \|Trine Dyrholm for Erna i krig             |                                                   |
| Årets bedste mandlige skuespiller           | Mads Mikkelsen for Druk                           |
| Årets danske TV-dramaserie                  | Badehotellet (sæson 8, TV 2)                      |
| Årets danske skuespiller i en TV-dramaserie | Birthe Neumann for Badehotellet (sæson 8, TV2)    |
| Årets håb                                   | Andrea Heick Gadeberg for Retfærdighedens ryttere |
| Hædersprisen                                | Birthe Neumann                                    |

### 2022
| Kategori                                    | Vinder                                                     |
| ------------------------------------------- | ---------------------------------------------------------- |
| Årets danske film                           | Rose af Niels Arden Oplev                                  |
| Årets danske børnefilm                      | Krummerne - Det er svært at være 11 år af Michael Asmussen |
| Årets udenlandske film                      | Fast & Furious 9                                           |
| Årets udenlandske børnefilm                 | Syng 2                                                     |
| Årets bedste kvindelige skuespiller         | Sofie Gråbøl for Rose                                      |
| Årets bedste mandlige skuespiller           | Anders W. Berthelsen for Rose                              |
| Årets danske TV-dramaserie                  | Badehotellet (sæson 9, TV 2)                               |
| Årets danske skuespiller i en TV-dramaserie | Jens Jacob Tychsen for Badehotellet (sæson 9, TV2)         |
| Årets håb                                   | Anne Sofie Wanstrup                                        |
| Hædersprisen                                | Lars Mikkelsen                                             |
| Juryens særpris                             | Jonas Risvig                                               |
| Biografklub Danmarks Asta-pris              | Rose af Niels Arden Oplev                                  |